# الدوري التونسي لكرة اليد 1978–79
الدوري التونسي لكرة اليد 1978-1979 هو الدورة 24 من الدوري التونسي لكرة اليد للرجال. شارك فيها 20 فريقا.

فاز بهذا الموسم الترجي الرياضي التونسي، وجاء ثانيا الزيتونة الرياضية.

## روابط خارجية
- الموقع الرسمي للجامعة التونسية لكرة اليد.